# Petr Chlumecký
Petr rytíř Chlumecký (německy Peter Ritter von Chlumecký), (30. března 1825 Terst – 29. března 1863 Brno) byl moravský archivář, historik a politik.

## Biografie
Narodil se dne 30. března 1825 v Terstu, kde působil jako guberniální rada jeho otec Antonín Chlumecký (narozen roku 1777 v Oseku). Po několika letech se rodina Chlumeckých přestěhovala z Terstu na Moravu a Petr Chlumecký žil střídavě v Brně a na rodinném sídle v Říkovicích. Byl potomkem starého, původně českého šlechtického rodu, jež po bitvě na Bílé hoře ztratil své statky i šlechtictví. Jeho bratrem byl Johann von Chlumecký.  Studoval filosofii v Brně a poté na právnické fakultě v Olomouci.
V roce 1846 se stal členem stavovského Moravského zemského sněmu. Ve sněmu podal návrh o zrovnoprávnění moravského jazyka s německým jazykem a usiloval o maximální identitu kultury na Moravě. Od roku 1848 do roku 1849 zasedal také jako poslanec voleného Moravského zemského sněmu. Nastoupil sem po zemských volbách roku 1848 za kurii virilistů a velkostatků.
Dne 15. dubna 1854 byl jmenován místodržitelským sekretářem a 23. července 1859 dosáhl hodnosti místodržitelského rady v oddělení pro kulturu a školství.
V letech 1855 až 1863 byl ředitelem Moravského stavovského zemského archivu v Brně, kromě toho byl od roku 1858 členem Pruské akademie věd. K jeho prvním krokům v pozici ředitele zemského archivu náleželo jmenování Josefa Chytila archivářem, čímž získal významného pomocníka. Chlumecký jako ředitel rovněž vypracoval roku 1855 obsáhlé memorandum o stavu archivu a opatřeních, nutných nejen pro archiv jako takový, ale i celkově pro archivnictví na Moravě. Mezi jeho významné zásluhy náleží, že prosazováním svých teoretických názorů v praxi nejen pozvedl moravský zemský archiv na vysokou úroveň, ale dovedl s výsledky jeho činnosti seznámit nejen českou a moravskou, ale i ostatní širokou veřejnost. Navazoval styky se zahraničními archivy, historickými společnostmi, muzei i historiky, získával od nich poznatky pro své vědecké práce, přičemž na oplátku jim poskytoval prameny z bohatých fondů archivu. P. Chlumecký prosazoval celozemský přehled o stavu archivů a požadoval rovněž maximální zpřístupnění archivů a jejich přehledné uspořádání.
Od roku 1850 byl ženatý s Karolinou Fenzovou (1826–1890), ovdovělou Lettmayerovou. Měli spolu syna Huga (1851–1920) a dceru Mariettu (1856–1911), která se provdala za podnikatele Viktora Bauera.
Zemřel v Brně dne 29. března 1863 na plicní chorobu.

## Dílo
- Regesten der mahrischen Archive (1856)
- Über die Genesis der Korporationsguter in Mahren
- Die offentliche und Privatcorrespondenz, die Tagebucher und Urkundensammelungen Karls des alter, Herren von Zierotin („Veřejná a soukromá korespondence, deníky a sbírky listin Karla staršího, pána ze Žerotína“)
- Über die Geschichte Mährens und deren Quellenforschung (1857)
- Karl von Žerotin und seine Zeit (1862 a 1877)
- Über die Teilung der Gemeinde-Hutweiden (1848)
- edice Landtafel des Markgrafthums Mähren (1854
- edice nejstarších památek vesnického práva Dorfweissthümmerr in Mähren